# جوانا كيرشنر
جوانا كيرشنر (بالألمانية: Johanna Kirchner)‏ (و. 1889 – 1944 م) هي مقاومة ألمانية، ولدت في فرانكفورت، كانت عضوةً في الحزب الديمقراطي الاجتماعي الألماني، توفيت عن عمر يناهز 55 عاماً، بسبب مقصلة.